# Don't Tap the Glass
Don't Tap the Glass è il nono album in studio del rapper statunitense Tyler, the Creator, pubblicato il 21 luglio 2025 dalla Columbia Records.

## Descrizione
Don't Tap the Glass fu presentato per la prima volta durante il concerto di Tyler, the Creator del 18 luglio 2025 a New York City, parte del Chromakopia: the World Tour: un'installazione artistica, raffigurante una figura racchiusa in una scatola trasparente con quelli che sarebbe poi stato confermato come il titolo dell'album riportato davanti, è stata affissata al di fuori dell'impianto Barclays Center. Tyler, the Creator aveva già confermato sulla rete sociale di avere qualcosa in programma per la data del 21 luglio, senza fornire in tale circostanza ulteriori dettagli.
Al termine del concerto, il sito web gestito dall'artista Golf Wang fu aggiornato con nuovo merchandising, inclusi dischi in vinile, magliette e cappelli riportanti il marchio dell'album. Successivamente venne anche creato un sito web apposito, una pagina esclusiva per il merchandising dell'album, insieme a un martello interattivo come cursore che rompe il vetro ogni volta che viene cliccato, proiettando ironia sul titolo dell'album. Dopo dieci clic, il sito web avrebbe riprodotto un teaser audio per l'album.
Il 19 luglio 2025, la rivista Complex Music pubblicò su Twitter una lista tracce rivelatasi inventata, che riportava erroneamente la partecipazione di Kendrick Lamar e Earl Sweatshirt, tra gli altri. Il post ottenne successo tra i fan, finché Tyler, the Creator rispose affermando che l'informazione fosse falsa; Complex successivamente cancellò il tweet e si scusò pubblicamente.

## Tracce
Testi e musiche di Tyler Okonma.
1. Big Poe (feat. Pharrell Williams) – 3:02
2. Sugar on My Tongue – 2:33
3. Sucka Free – 2:41
4. Mommanem – 1:15
5. Stop Playing with Me – 2:13
6. Ring Ring Ring – 3:21
7. Don't Tap the Glass/Tweakin' – 3:42
8. Don't Worry You Baby (feat. Madison McFerrin) – 2:58
9. I'll Take Care of You (feat. Yebba) – 3:20
10. Tell Me What It Is – 3:22

## Classifiche
| Classifica (2025) | Posizione massima |
| ----------------- | ----------------- |
| Austria           | 4                 |
| Belgio (Fiandre)  | 1                 |
| Belgio (Vallonia) | 3                 |
| Canada            | 6                 |
| Danimarca         | 10                |
| Francia           | 33                |
| Irlanda           | 2                 |
| Islanda           | 5                 |
| Lituania          | 5                 |
| Paesi Bassi       | 2                 |
| Polonia           | 6                 |
| Regno Unito       | 2                 |
| Stati Uniti       | 1                 |
| Svizzera          | 1                 |
| Ungheria          | 14                |